# Оризона (Гояс)
Оризона (порт. Orizona) — муниципалитет в Бразилии, входит в штат Гояс. Составная часть мезорегиона Юг штата Гояс. Входит в экономико-статистический микрорегион Пирис-ду-Риу. Население составляет 13 508 человек на 2006 год. Занимает площадь 1972,865 км². Плотность населения — 6,8 чел./км².
Праздник города — 15 сентября. 

## История
Город основан в 1850 году.

## Статистика
- Валовой внутренний продукт на 2003 год составляет 111 209 210,00 реалов (данные: Бразильский институт географии и статистики).
- Валовой внутренний продукт на душу населения на 2003 год составляет 8358,45 реалов (данные: Бразильский институт географии и статистики).
- Индекс развития человеческого потенциала на 2000 год составляет 0,768 (данные: Программа развития ООН).

## География
Климат местности: субтропический гумидный.